# 艾藻爾南鰍
艾藻爾南鰍（學名：Schistura aizawlensis）為輻鰭魚綱鯉形目條鰍科南鰍屬的其中一種。分布於亞洲印度米佐拉姆邦的穆蒂河流域，體長可達4.9公分，棲息在河川底層水域，生活習性不明。

## 扩展阅读
維基物種上的相關：艾藻爾南鰍